# Orlando Bloom
Orlando Jonathan Blanchard Bloom (ur. 13 stycznia 1977 w Canterbury) – brytyjski aktor filmowy, znany z ról Legolasa w trylogii Władca Pierścieni, Willa Turnera w serii Piraci z Karaibów oraz Parysa w Troi.

## Życiorys

### Wczesne lata
Urodził się w Canterbury, w hrabstwie Kent w Wielkiej Brytanii, jako syn Sonii (de domo Copeland) i Colina. Ma o dwa lata starszą siostrę Samanthę. Imię otrzymał po XVII-wiecznym kompozytorze Orlando Gibbonsie.
Mieszkając w Canterbury, uczył się języków obcych (biegle posługuje się j. francuskim), zajmował się fotografią i sztuką oraz jeździł konno. Występował w amatorskim teatrze szkolnym, recytował poezję i wygrywał konkursy podczas tradycyjnego festiwalu w Kent. W 1993 przeniósł się do Londynu, gdzie podjął przygotowania do zawodu aktorskiego. Był stypendystą British American Drama Academy. Uczył się w Guildhall School of Music and Drama.

### Kariera
Na ekranie zadebiutował rolą w filmie biograficznym Wilde. Historia pisarza, który przedstawiał historię życia Oscara Wilde’a. Swoją pierwszą dużą rolę zagrał w 2001, wcielając się w postać Legolasa w trylogii Władca Pierścieni; angaż do filmu otrzymał dwa dni po otrzymaniu dyplomu ze szkoły aktorskiej. Pierwotnie starał się o rolę Faramira, ale reżyser filmu (Peter Jackson) obsadził go w roli Legolasa.

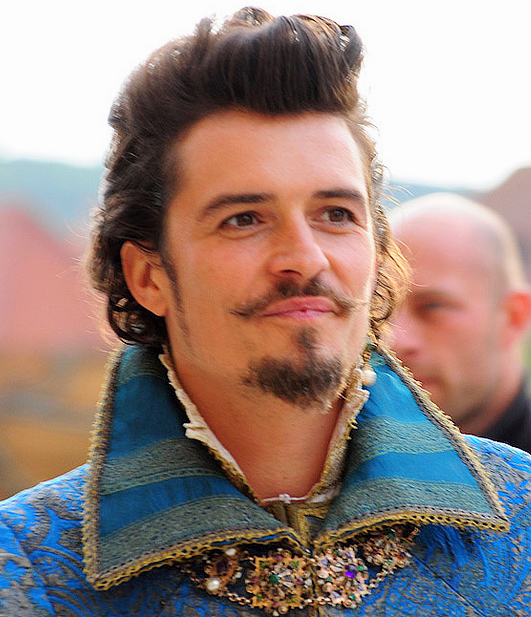
Bloom (2010)

Pojawił się też w filmie Helikopter w ogniu. Następnie zagrał Willa Turnera w filmie Piraci z Karaibów: Klątwa Czarnej Perły, a także w produkcjach: Troja, Królestwo niebieskie, Elizabethtown, Piraci z Karaibów: Skrzynia umarlaka i Przystań. Zagrał epizodyczną rolę w telewizyjnej serii Extras i w trzeciej części Piratów z Karaibów, a z czasem zadebiutował również jako aktor teatralny, grając m.in. w sztuce In Celebration Davida Storeya. Podpisał kontrakt na zagranie małej roli w brytyjskim filmie Była sobie dziewczyna, ale zrezygnował na rzecz głównej roli w filmie Red Circle. Zasilił też obsadę serii krótkich filmów Zakochany Nowy Jork.
Za rolę w filmie Piraci z Karaibów: Na krańcu świata był w 2008 nominowany do Złotej Maliny. Od 2011 spowolnił karierę na rzecz wychowania syna Flynna. Zagrał jednak w kilku filmach: Hobbit: Pustkowie Smauga (2013), Zulu (2013) czy Hobbit: Bitwa Pięciu Armii (2014). Wystąpił jako kapitan Will Turner w filmie Piraci z Karaibów: Zemsta Salazara (Pirates of the Caribbean: Dead Men Tell No Tales, 2017).
W 2019 zaczął grać inspektora Philostrate’a w serialu Carnival Row, którego jest również jednym z producentów wykonawczych.

## Życie prywatne
Jest buddystą, w 2004 został członkiem Soka Gakkai International. Jest ambasadorem dobrej woli UNICEF i członkiem ekologicznej organizacji Global Green.
W lipcu 2010 roku otrzymał tytuł doktora honoris causa brytyjskiej uczelni w Kent.
W latach 2002–2005 spotykał się z amerykańską aktorką Kate Bosworth. W 2007 związał się z australijską modelką Mirandą Kerr, 21 czerwca 2010 zaręczyli się, a 22 lipca 2010 wzięli ślub. W 2013 rozstali się. Ze związku ma syna Flynna (ur. 7 stycznia 2011). Na początku 2016 zaczął spotykać się z amerykańską piosenkarką Katy Perry. W lutym 2019 zaręczyli się. 26 sierpnia 2020 przyszła na świat ich córka Daisy Dove Bloom. W czerwcu 2025 para się rozstała.

## Filmografia

### Filmy fabularne
- 2025: Pod przykrywką jako Marlon
- 2024: Niewidzialna zemsta jako Cash
- 2023: Gran Turismo jako Danny Moore
- 2017: Gniew jako Malky
- 2017: Piraci z Karaibów: Zemsta Salazara (Pirates of the Caribbean: Dead Men Tell No Tales) jako kapitan Will Turner
- 2014: Hobbit: Bitwa Pięciu Armii jako Legolas
- 2013: Hobbit: Pustkowie Smauga jako Legolas
- 2011: Maniac jako mężczyzna odbywający stosunek w samochodzie
- 2011: Trzej muszkieterowie (The Three Musketeers) jako Książę Buckingham
- 2011: Good Doctor, The jako dr Martin Ploeck
- 2010: Sympathy for Delicious jako Plama
- 2010: The Cross jako Ed Burns
- 2010: Main Street jako Harris Parker
- 2009: Pompeja (Pompeii) jako Marco Attilio Primo
- 2009: Zakochany Nowy Jork (New York, I Love You) jako David
- 2007: Piraci z Karaibów: Na krańcu świata (Pirates of the Caribbean: At World’s End) jako Will Turner
- 2006: Borat: Podpatrzone w Ameryce, aby Kazachstan rósł w siłę, a ludzie żyli dostatniej jako jeden z ludzi w kolejce po autograf
- 2006: Miłość i inne nieszczęścia (Love and Other Disasters) jako Hollywood Paolo
- 2006: Piraci z Karaibów: Skrzynia umarlaka (Pirates of the Caribbean: Dead Man’s Chest) jako Will Turner
- 2005: Elizabethtown jako Drew Baylor
- 2005: Królestwo niebieskie (Kingdom of Heaven) jako Balian de Ibelin
- 2004: Przystań (Haven) jako Shy
- 2004: Troja (Troy) jako Parys
- 2004: Mleczarz (The Calcium Kid) jako Jimmy ‘Mleczarz’ Connelly
- 2003: Władca Pierścieni: Powrót króla (The Lord of the Rings: The Return of the King) jako Legolas
- 2003: Piraci z Karaibów: Klątwa Czarnej Perły (Pirates of the Caribbean: The Curse of the Black Pearl) jako Will Turner
- 2003: Ned Kelly jako Joseph Byrne
- 2002: Władca Pierścieni: Dwie wieże (The Lord of the Rings: The Two Towers) jako Legolas
- 2002: Ali G Indahouse jako człowiek na konferencji
- 2001: Władca Pierścieni: Drużyna Pierścienia (The Lord of the Rings: The Fellowship of the Ring) jako Legolas
- 2001: Helikopter w ogniu (Black Hawk Down) jako Todd Blackburn
- 1997: Wilde jako męska prostytutka

### Seriale
- 2019: Carnival Row jako Rycroft Philostrate
- 2000: Morderstwa w Midsomer (Midsomer Murders) jako Peter Drinkwater
- 1994–1996: Na sygnale (Casualty) jako Epizod/Pacjent/Noel Harrison

### Teledyski
- 2011: Beastie Boys – „Make Some Noise”

## Nagrody
- Nagroda Gildii Aktorów Ekranowych Najlepsza obsada filmowa: 2004 Władca Pierścieni: Powrót króla